# 地球同步卫星

地球同步衛星的示意圖。

地球同步卫星（英語：geosynchronous satellite）是一種永遠固定在地球上空某個位置，或在地球上空某個位置附近週期運動的衛星。必須和地球自轉週期時間一樣，繞一圈地球的時間是23小時又56分4秒（以恆星日為準），同時高度需維持在35776公里左右（約為5倍的地球半徑）。

## 應用
同步軌道的容量有限，是兵家必爭之地，在早期是通訊衛星專用，不管是商業通訊衛星還是戰術通訊衛星，以前因為定位技術不足，限制每兩度角安置一顆衛星，後來技術提升變成一度角一顆，預定廢棄的衛星會推到更高的軌道棄置。

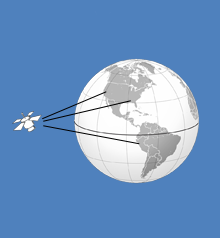
地球同步衛星在一定高度環繞地球運行，其運行速度與地球轉動的速度相同。在任何可見衛星的地方，觀察者可以在天空中的同一位置看到衛星，這與不斷移動的恆星和行星不同。

截至2018年，有446顆的地球同步衛星，包括了通訊、電視廣播、天氣預測，以及國防應用。

## 外部連結
- LyngSat（页面存档备份，存于）